# Sankt Lars församling, Visby stift
Sankt Lars församling var en församling i Visby i Visby stift. Församlingen uppgick 1528 i Visby församling.
Sankt Lars kyrkoruin utgör rester av församlingskyrkan.

## Administrativ historik
Församlingen bildades på 1240-talet genom utbrytning ur Sankt Drottens församling. Församlingen uppgick 1528 i Visby församling. 